# Chiesa di Sant'Antonio (Altamura)
La chiesa di Sant'Antonio (già chiesa dell'Immacolata) è una chiesa cattolica della città di Altamura.

## Storia

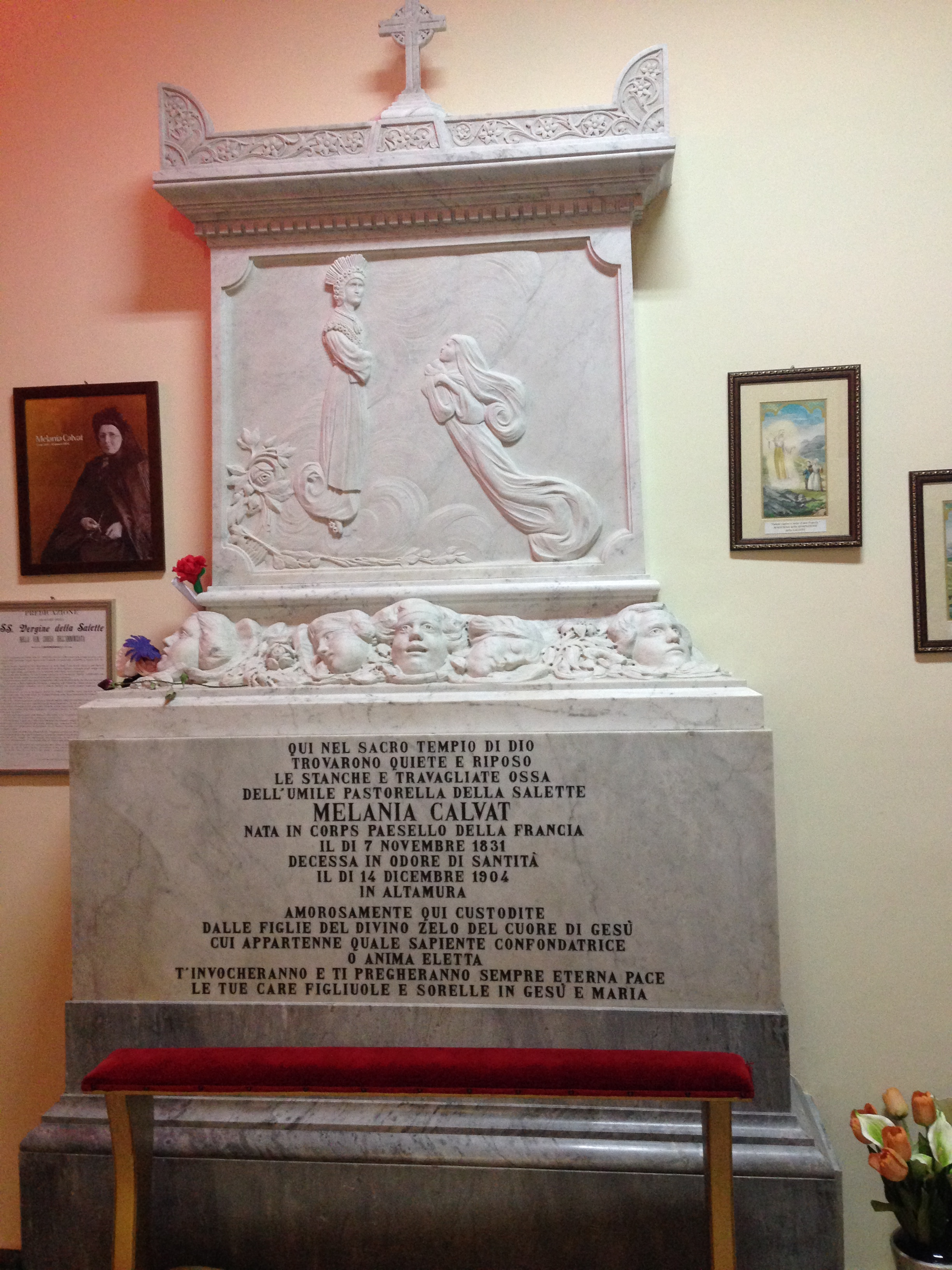
Il sepolcro di Mélanie Calvat, all'interno della chiesa

Inizialmente la chiesa era intitolata all'Immacolata. Grazie a Padre Annibale Maria di Francia, il quale si recò ad Altamura in seguito alla morte di Melanie Calvat, il corpo della religiosa fu esumato dal cimitero di Altamura e tumulato in questa chiesa, dove ancora oggi è presente. La chiesa è addossata all'orfanotrofio antoniano e al convento delle Figlie del Divino Zelo.

## L'opera di padre Annibale di Francia
L'opera di padre Annibale Maria Di Francia in Altamura e nella diocesi trova nella fondazione dell'Orfanotrofio antoniano l'applicazione più compiuta del carisma dei Rogazionisti del Cuore di Gesù. Il primo approccio del santo con la città avvenne il 14 dicembre 1905 nella commemorazione funebre presso la Cattedrale di Santa Maria Assunta in memoria di Mélanie Calvat. Il 19 dicembre 1918 fu egli a compiere l'esumazione del suo corpo dal cimitero alla chiesa dell'Immacolata, che oggi corrisponde alla chiesa di Sant'Antonio.